# IYiYi
«iYiYi» — дебютный сингл австралийского певца Коди Симпсона. Это ведущий сингл с дебютного альбома Симпсона 4 U при участии американского рэпера Flo Rida и американского продюсера DJ Frank E, который не указан как исполнитель сингла. Все трое певцов написали песню в соавторстве с Колби Одонисом и Bei Maejor, с последующим продюсированием DJ Frank E. Сингл издан в цифровом виде в мире 1 июня 2010 года.
Это одна из песен, использованных в интерактивной ролевой приключенческой видеоигре The Sims 3.

## Издание
iYiYi был издан в цифровом формате во всём мире 1 июня 2010 года, при участии Flo Rida.

## Выступления
Симпсон представил публике эту песню на премии Nickelodeon Australian Kids' Choice Awards 2010 как заключительное выступление.

## Популярность
iYiYi появлялась в течение 19 недель в трёх различных чартах. Песня впервые появилась на 24 неделе 2010 года в австралийском чарте Australia Singles Top 50 и последний раз на 13 неделе 2011 года в канадском чарте Canada Singles Top 100. Наивысше сингл поднимался до 19-й позиции в Australia Singles Top 50, и оставался там в течение 2 недель. Как только iYiYi попала в Australia Singles Top 50, песня заняла 25-ю позицию.

## Музыкальное видео
Музыкальное видео на песню «iYiYi» было выдано 30 июня 2010 года. Оно было снято в родном городе Симпсона Голд-Косте, штат Квинсленд, Австралия. Оно содержит короткое появление Хью Джекмана, из-за чего музыкальное видео было удалено или скрыто из публичного доступа в августе 2014 года.

## Форматы и трек-листы
Deluxe single
1. «iYiYi» (при участии Flo Rida)
2. «iYiYi» (акустическая версия)
3. «Summertime»

## Чарты
| Чарт                                       | Место |
| ------------------------------------------ | ----- |
| Австралия (ARIA)                           | 19    |
| Новая Зеландия (Recorded Music NZ)         | 29    |
| США (Billboard Bubbling Under Hot 100)     | 12    |
| Бельгия/Фландрия (Ultratip Bubbling Under) | 33    |
| Канада (Billboard Canadian Hot 100)        | 73    |

## История выпуска
| Страна                    | Дата           | Формат              | Лейбл            |
| ------------------------- | -------------- | ------------------- | ---------------- |
| Австралия                 | 1 июня 2010    | Цифровое скачивание | Atlantic Records |
| Новая Зеландия            | 1 июня 2010    | Цифровое скачивание | Atlantic Records |
| Соединенные Штаты Америки | 1 июня 2010    | Цифровое скачивание | Atlantic Records |
| Германия                  | 29 апреля 2011 | CD-сингл            | Atlantic Records |